# العلاقات الجزائرية الدنماركية
العلاقات الجزائرية الدنماركية هي العلاقات الثنائية التي تجمع بين الجزائر والدنمارك.

## مقارنة بين البلدين
هذه مقارنة عامة ومرجعية للدولتين:
| وجه المقارنة                                              | الجزائر                      | الدنمارك                                                     |
| --------------------------------------------------------- | ---------------------------- | ------------------------------------------------------------ |
| المساحة (كم2)                                             | 2.38 مليون                   | 42.92 ألف                                                    |
| عدد السكان (نسمة)                                         | 38.81 مليون                  | 5.79 مليون                                                   |
| الكثافة السكانية (ن./كم²)                                 | 16.31                        | 134.9                                                        |
| العاصمة                                                   | الجزائر                      | كوبنهاغن                                                     |
| اللغة الرسمية                                             | اللغة العربية، لغات أمازيغية | اللغة الدنماركية                                             |
| العملة                                                    | دينار جزائري                 | كرونة دنماركية                                               |
| الناتج المحلي الإجمالي (بليون دولار)                      | 170.37 مليار                 | 324.87 مليار                                                 |
| الناتج المحلي الإجمالي (تعادل القوة الشرائية) بليون دولار | 582.63 مليار                 | 278.61 مليار                                                 |
| الناتج المحلي الإجمالي الاسمي للفرد دولار أمريكي          | 4.21 ألف                     | 51.99 ألف                                                    |
| الناتج المحلي الإجمالي للفرد دولار أمريكي                 | 14.19 ألف                    | 45.54 ألف                                                    |
| مؤشر التنمية البشرية                                      | 0.745                        | 0.900                                                        |
| رمز المكالمات الدولي                                      | +213                         | +45                                                          |
| رمز الإنترنت                                              | .dz                          | .dk                                                          |
| المنطقة الزمنية                                           | ت ع م+01:00                  | توقيت وسط أوروبا، ت ع م+02:00، ت ع م+01:00، أوروبا/كوبنهاجن ‏ |

## منظمات دولية مشتركة
يشترك البلدان في عضوية مجموعة من المنظمات الدولية، منها:
| علم المنظمة | اسم المنظمة                               | تاريخ انضمام الجزائر | تاريخ انضمام الدنمارك |
| ----------- | ----------------------------------------- | -------------------- | --------------------- |
|             | مؤسسة التنمية الدولية                     | 26 سبتمبر 1963       | 30 نوفمبر 1960        |
|             | يونسكو                                    | 15 أكتوبر 1962       | 4 نوفمبر 1946         |
|             | وكالة ضمان الاستثمار متعدد الأطراف        | 4 يونيو 1996         | 12 أبريل 1988         |
|             | الأمم المتحدة                             | 8 أكتوبر 1962        | 24 أكتوبر 1945        |
|             | الفريق المعني برصد الأرض                  | 2005                 | ?                     |
|             | الاتحاد البريدي العالمي                   | ?                    | ?                     |
|             | البنك الدولي للإنشاء والتعمير             | 26 سبتمبر 1963       | 30 نوفمبر 1960        |
|             | الاتحاد الدولي للاتصالات                  | 3 مايو 1963          | 1866                  |
|             | منظمة حظر الأسلحة الكيميائية              | ?                    | ?                     |
|             | مؤسسة التمويل الدولية                     | 23 سبتمبر 1990       | 20 يوليو 1956         |
|             | المركز الدولي لتسوية المنازعات الاستشارية | 22 مارس 1996         | 24 مايو 1968          |
|             | منظمة التجارة العالمية                    | ?                    | 1995                  |
|             | منظمة الشرطة الجنائية الدولية             | ?                    | ?                     |
|             | البنك الإفريقي للتنمية                    | ?                    | ?                     |

## أعلام
هذه قائمة لبعض الشخصيات التي تربطها علاقات بالبلدين:
- سليمان حاج عبد الرحمن (5 أغسطس 1973 – 2013)
- عدة جزيري (لاعب كرة قدم جزائري، 3 أغسطس 1988[20] – )

## وصلات خارجية
- موقع وزارة الخارجية الجزائرية
- موقع وزارة الخارجية الدنماركية